# Исландци
Исландците (на исландски: Íslendingar) са етническа група от северната група на германските народи, които са част от европеидната раса. Те са основно население на Исландия. Според ДНК анализи, между 60 и 80% са родствени с викингите, а в останалата си част с келтите.
Исландците основават своята държава Исландия в средата на 930 г., когато Алтинг (Парламентът) се събира за първи път. Исландия попада под управлението на кралствата Норвегия, Швеция и Дания, но си възвръща пълния си суверенитет и независимост от Дания на 1 декември 1918 г., когато е създадено Кралство Исландия. На 17 юни 1944 г. монархията е премахната и е основана Република Исландия. Говорят на исландски език, който е част от групата на северногермански езици. Преобладаваща религия е лутеранството. Историческите и ДНК записи показват, че около 60 до 80 процента от мъжете заселници са от норвежки произход (главно от Западна Норвегия), подобен процент от жените имат произход от келтското племе скоти, от Ирландия и крайбрежието на Шотландия.

## История
Исландците са потомци на старонорвежките заселници от 9-10 век, главно от Норвегия. Имигранти от скандинавските владения в Ирландия и Шотландия също са участвали във формирането на исландския народ. Процесът на национална консолидация на исландците и формирането на исландската националност е през 11-13 век. Националното развитие на Исландия е усложнено от векове на датско господство от 1380 г. В „Книгата за завземането на земята“ (XII-XIII в.) се споменават имената на 400 първи заселници от 9-10 век (предимно норвежци), което позволява да се говори с достатъчна степен на познания за етногенезиса и етническа история на исландците. Първите заселници построили своите ферми в крайбрежните низини и в устията на реките. Лидерът на тези хора е Ингоулвур Артнаршон.
Част от населението на Исландия са имигранти от Британските острови, предимно роби, заловени в Ирландия. Скандинавско-келтският компонент е основата за етноса на исландците. Първото общоисландско събрание, Алтинг, се състои през 930 г. Най-ярък в историята на исландците е първият век на „демокрацията“ (930-1030 г.) – периодът на създаване на „сагите за исландците“, които са записани през XII–XIII век. Тази традиция оказва значително влияние върху развитието на етническата идентичност на исландците. През 1000 г. доброволното приемане на християнството се състои в Алтинг (без премахване на езическите обреди). През 11-12 век възникват католически манастири, които се превръщат в центрове за съхранение и разпространение на исландската книга. До XIII–XIV век е завършено формирането на исландската етническа общност.
През 1264 г. Норвегия подчинява исландците на своята власт, а през 1380 г. заедно с нея те се подчиняват на Дания. Една от формите на асимилация на исландците е църковната реформа от 1540 г. с насилственото въвеждане на лутеранството. Този процес е придружен от разрушаване на манастири (лишаване от земя и грабеж на староисландски ръкописи). През 17 век датският става официален език в Исландия. Отговорът на опитите за асимилация е култивирането на исландския език и литературно наследство: още през 17 век исландците преписват и предават от ръка на ръка саги и други литературни паметници, чиито оригинали са взети от Исландия от колекционери.
От втората половина на 18-ти век исландците се борят за прочистване на исландския език от датската лексика и други заемки. Резултатът от тези действия е консолидирането на старите форми на езика и отделянето му от другите скандинавски езици. В допълнение, подобни дейности довеждат до разпространението на универсалната грамотност, възстановяването на родословието на исландците (започвайки от ерата на заселването на страната) като съществен фактор в етническата идентичност на исландците. Исландският език е запазил толкова древни елементи, че всеки исландец може лесно да разбере средновековната исландска литература. Същото обстоятелство обяснява съществуването в антропонимите само на името и бащиното име. Има специален закон, според който „никой не трябва да приема фамилно име“ (това се случва сред исландците като рядък случай). През 1855 г. исландците приемат закон за свободата на печата (на родния си език), през 1859 г. печелят правото да публикуват закони на исландски, а през 1874 г. получават автономия. Развитието на риболова и търговското сътрудничество довеждат до появата на пазарни отношения в края на 19 век. Това е периодът, в който се формира исландската нация.
През втората половина на 19 век повече от една четвърт от населението на Исландия мигрира в Канада. Първоначално те се установяват в Онтарио, където някои от тях приемат мормонизма, но няколко години по-късно има масова миграция към провинция Манитоба, където възниква културен регион, известен като Нова Исландия. Исландските канадци в момента формират най-голямата исландска диаспора извън Исландия.
През 1918 г. Дания се съгласява със суверенните права на Исландия въз основа на датско-исландския съюз. През 1944 г. съюзът е анулиран и страната е провъзгласена за република.
Основната икономическа дейност на исландците е свързана с риболова, преработката на риба и селското стопанство.

## Професии
Традиционните занимания на исландците включват отглеждане на овце и коне. Древните традиции включват риболов от открити лодки, който през XIX-XX в. заедно с преработката на риба се превръщат в основен поминък на исландците. В разгара на риболовния сезон цялото работоспособно население, включително учители и свещеници, участва в такъв риболов. Значителна част от промишлените предприятия са свързани с преработката на риба и вълна. Традиционните исландски занаяти са дърворезба, гравиране на метал, производство на обувки, тъкане на килими, ковачество, бъчварство, плетене, както и много други.

## Разселение
Исландците населяват остров Исландия много неравномерно – само по крайбрежието. Те имат най-ниската гъстота на населението в Европа. Фермите са традиционен тип селище. Селищата са разположени предимно на брега на морето, поради което наред с изпълнението на административни и търговски функции те са и риболовни. До края на 18 век в страната няма градове, а столицата Рейкявик към 1801 г. има 300 души.